# Cressida Cowell
Cressida Cowell MBE (Londres, 15 de abril de 1966) é uma escritora inglesa, conhecida por sua série de livros de fantasia infantojuvenil How to Train Your Dragon, a qual foi adaptada para o cinema pela DreamWorks Animation. Em 2015, a série havia vendido mais de sete milhões de cópias mundialmente.

## Biografia
Cressida é filha de Michael Hare, 2º Visconde de Blakenham. Seu tio, por casamento, é o juiz da Suprema Corte dos Estados Unidos, Stephen Breyer.
Quando criança, Cressida Cowell afirma que ela "cresceu em Londres e em uma pequena ilha desabitada na costa oeste da Escócia," e que foi durante os verões passados nas ilhas Hébridas Interiores, onde ela começou a desenvolver suas habilidades de escrita e desenho:
| “ | Passei muito tempo quando criança em uma pequena ilha desabitada na costa oeste da Escócia ... Quando eu tinha oito anos, minha família havia construído uma pequena casa de pedra na ilha, e com o barco, podíamos pescar comida suficiente para alimentar a família durante todo o verão. A partir de então, todos os anos passávamos quatro semanas de verão e duas semanas de primavera na ilha. A casa era iluminada à luz de velas e não havia telefone nem televisão, então passei muito tempo desenhando e escrevendo histórias. | ” |

Cressida Cowell estudou na Universidade de Oxford, onde estudou inglês, e também na Escola de Arte Saint Martin e na Universidade de Brighton, onde aprendeu ilustração.
Cressida Cowell atualmente reside em Londres com seu marido Simon, um ex-diretor e CEO interino da ONG International Save the Children Alliance; tem as filhas Maisie e Clementine; e filho Alexandre.

## Obras (parcial)

### SérieHow to Train Your Dragon
- How to Train Your Dragon, Como Treinar o Seu Dragão (2003)
- How to Be a Pirate, Como Ser um Pirata (2004)
- How to Speak Dragonese, Como Falar Dragonês (2005)
- How to Cheat a Dragon's Curse, Como Quebrar a Maldição de um Dragão (2006)
- How to Train Your Viking, by Toothless, Como Treinar o Seu Viking (2006)
- How to Twist a Dragon’s Tale, Como Mudar uma História de Dragão (2007)
- A Hero’s Guide to Deadly Dragons, Guia do Herói para Vencer Dragões Mortais (2008)
- How to Ride a Dragon's Storm, Como Navegar em uma Tempestade de Dragão (2008)
- How to Break a Dragon's Heart, Como Partir o Coração de um Dragão (2009)
- How to Steal a Dragon's Sword, Como Roubar a Espada de um Dragão (2011)
- The Day of the Dreader (2012)
- How to Seize a Dragon's Jewel Como Pegar a Joia de um Dragão (2012)
- How to Betray a Dragon's Hero, Como Trair o Herói de um Dragão (2013)
- How to Fight a Dragon's Fury, Como Combater a Fúria de um Dragão (2015)
- The Complete Book of Dragons: A Guide to Dragon Species (2014)
- A Journal for Heroes (2015)

### SérieEmily Brown
- That Rabbit Belongs to Emily Brown (2007) Esse coelho pertence a Emília Brown
- Emily Brown and the Thing (2007)
- Emily Brown and the Elephant Emergency (2010)
- Cheer Up Your Teddy Bear, Emily Brown! (2011)

### SérieThe Wizards of Once
- The Wizards of Once, No Tempo dos Feiticeiros (2017)
- The Wizards of Once: Twice Magic, No Tempo dos Feiticeiros: Duas Vezes na Magia (2018)
- The Wizards of Once: Knock Three Times (2019)
- The Wizards of Once: Never and Forever (2020)

### Outros livros
- Little Bo Peep’s Troublesome Sheep
- Don’t Do That Kitty, Kilroy
- What Shall We Do with the Boo-Hoo Baby
- There's No Such Thing as a Ghostie
- Daddy on the Moon
- Hiccup the Seasick Viking